# Johan Olsson Longberg
Johan Peter Olsson Longberg, född 26 februari 1781 i Borås församling, Älvsborgs län, död 27 juli 1839 i Strömstads församling, Göteborgs och Bohus län, var en svensk politiker.
Longberg var hemmansägare i Gästrikland, invaldes 1810 i bondeståndet och var närvarade vid alla riksdagar fram till 1835. Han spelade bredvid Anders Danielsson en betydande roll inom oppositionen, vilket dock inte hindrades att han utnämndes till talman vid riksdagarna 1828/30 och 1834/35. Longberg var fullmäktig i Riksbanken från 1812.